# Raymond Anet
Raymond Anet (* 20. April 1915 in Montreux; † 9. Januar 1998 in Schaffhausen) war ein Schweizer Zehnkämpfer.
1938 wurde er bei den Leichtathletik-Europameisterschaften in Paris Fünfter.
Seine persönliche Bestleistung von 7078 Punkten stellte er am 30. August 1942 in Winterthur auf.